# 38. SS-Grenadier-Division Nibelungen
De 38. SS-Grenadier-Division Nibelungen was een divisie van de Waffen-SS. De eenheid werd in april 1945 opgericht en was actief aan het front in Zuid-Duitsland. De divisie gaf zich op 8 mei 1945 over aan de Amerikanen.
De naam Nibelungen is afkomstig van een beroemd middeleeuws lied, het Nibelungenlied, dat vooral bekend geworden is door de omzetting naar muziek door Richard Wagner in zijn opera Ring des Nibelungen. Zowel het lied als de opera draaien rond de heldhaftige Germaanse mythologie.
Het legeronderdeel is opgericht in april 1945, hoewel er discussie bestaat omtrent de benaming van de formatie: er is sprake van zowel een divisie als een brigade die Nibelungen is geheten.

## Geschiedenis

### Oprichting
De oprichting van het legeronderdeel heeft plaatsgevonden in april 1945, maar verder zijn er maar weinig gegevens beschikbaar. Het gros van de troepen zou gerekruteerd zijn uit de SS-Junkerschule Bad Tölz (een opleidingscentrum). Het oorlogsdagboek van het Duitse 19e leger maakt op 7 april enkel melding van een SS-brigade Nibelungen, bestaande uit twee regimenten. De schematische Kriegsgeliederung, die een gedetailleerde beschrijving geeft van alle Duitse eenheden tussen 1941 en 1945, spreekt echter van een 38e SS-Grenadier-Division Nibelungen.

### Krijgsgeschiedenis
Hoewel de 38. SS-Grenadier-Division een nogal obscure formatie was die nooit successen heeft geboekt op divisie-niveau, heeft ze wel degelijk aan het front gediend.
Op 7 april werd de divisie in staat van paraatheid gebracht. Op dat moment bestond ze uit zeven bataljons, waarvan er slechts twee op volle sterkte waren. Drie bataljons waren op halve sterkte, een was zwak en het laatste bestond enkel op papier. De komende weken zou de SS-divisie Nibelungen echter veel eenheden van andere SS-divisies recupereren, vooral van de 30. Waffen-Grenadier-Division der SS (weißruthenische Nr. 1) en de 6. SS-Gebirgs-Division Nord. Op 9 april wordt het escortebataljon van de Reichsführer-SS bij de divisie gevoegd.
Twee weken later, op 24 april, wordt de divisie oorlogswaardig geacht en bij het XIII SS-korps gevoegd. Een dag later nam de SS-divisie Nibelungen haar positie in aan het front langs de Donau. Ze kreeg een gebied met een breedte van 20 km toegewezen, van Vohburg tot Kelheim. Later moest ze haar linie verder verdunnen, waardoor een gebied van vijfendertig kilometer verdedigd werd, tot aan Regensburg.
De volgende dag, op 26 april, trok de 38e SS-divisie zich tien kilometer naar het zuiden terug, onder zware geallieerde druk. De komende dagen moest de divisie zich meer dan twaalf kilometer verder terugtrekken en trok ze over de Isar naar het gebied rond Landshut. Daar trachtte ze zich te handhaven, maar zware Amerikaanse druk op de flanken drong de divisie verder terug.
De twee daaropvolgende dagen moest het 38e zich dertig kilometer terugtrekken, tot in een gebied ten zuidwesten van Pastetten en ten noordoosten van Wasserburg. Op 2 mei wist de divisie de Amerikaanse opmars enkele uren tegen te houden in zware gevechten. Toen de Amerikaanse 20e Pantserdivisie echter de zwakke plek in de linie vond, werd de verdedigingslinie snel opgerold. De SS-divisie Nibelungen trok zich terug naar de Chiemsee. Daar viel de divisie grotendeels uit elkaar.
Op 4 mei betrok het 38e haar laatste verdedigingslinie, ten westen van de stad Oberwössen. Daar sloeg het met felle tegenaanvallen een Amerikaanse aanval op de stad af. Een dag later werd een staakt-het-vuren afgekondigd. Op 8 mei 1945 gaf de divisie zich over aan de Amerikanen.

## Commandanten
| Rang                                              | Commandant              | Begindatum                   | Einddatum       | Opmerking |
| ------------------------------------------------- | ----------------------- | ---------------------------- | --------------- | --- |
| SS-Standartenführer                               | Hans Kempin             | 1 maart 1945                 | 15 maart 1945   | |
| SS-Obersturmbannführer                            | Richard Schulze-Kossens | 27 maart 1945 - 6 april 1945 | 9/12 april 1945 | |
| SS-Gruppenführer en Generalleutnant der Waffen-SS | Heinz Lammerding*       | 9 april 1945                 | april 1945      | Lammerding werd benoemd tot divisiecommandant, maar hij kon de divisie niet bereiken en zijn benoeming werd ingetrokken. |
| SS-Brigadeführer en Generalmajor der Waffen-SS    | Carl von Oberkamp*      | april 1945                   | april 1945      | Een paar dagen later overkwam Oberkamp hetzelfde. Uitgeleverd aan Joegoslavië voor oorlogsmisdrijven.                    |
| SS-Standartenführer                               | Martin Stange           | 12 april 1945                | 8 mei 1945      | |

- heeft de positie niet bekleed.

## Gebied van operatie[16]
- Maart 1945 - mei 1945: Zuid-Duitsland

## Samenstelling
- SS-Panzergrenadier-Regiment 95 (I.-III.)
- SS-Panzergrenadier-Regiment 96 (I.-IV.)
- SS-Artillerie-Regiment 38 (I.,II., 5. und 6.)
  - SS-Panzerjäger-Abteilung 38
  - SS-Pionier-Abteilung 38
  - SS-Flak-Abteilung 38
  - SS-Nachrichten-Abteilung 38
  - SS-Ausbildungs- und Ersatz-Abteilung 38
  - SS-Polizei-Bataillon Siegling
  - SS-Wirtschafts-Bataillon 38